# Ernesto Presbitero
Ernesto Placido Presbitero (Cagliari, 8 ottobre 1855 – Territet, 16 dicembre 1923) è stato un militare e politico italiano.

## Biografia
Nacque a Cagliari da Giuseppe Presbitero e Regina Penotti in una famiglia che comprendeva altri cinque tra fratelli e sorelle (Emilio, Giuseppina, Ferdinando, Clemente e Mario).
Avviato alla carriera militare, si diplomò presso una scuola della Regia Marina e ottenne nel 1876 il grado di guardiamarina. Fu promosso sottotenente di vascello nel 1879 e poi tenente di vascello nel 1885, grado con cui prese parte nel 1889 alla guerra d'Eritrea. Promosso ulteriormente di grado, prima a capitano di corvetta nel 1894, poi a capitano di fregata nel 1898 e infine a capitano di vascello nel 1903, fu nominato Direttore d'artiglieria e d'armamenti presso l'Arsenale di Taranto venendo poi inviato presso il Corpo di spedizione italiano in Cina nel corso del 1904; tornato in patria, nel 1905 divenne Capo ufficio della direzione dell'Arsenale di Taranto.
Nel 1909 ottenne il grado di contrammiraglio, entrando poi a far parte per pochi mesi del 1910 del Consiglio superiore di marina fino alla nomina a Sottocapo di Stato maggiore della Regia Marina (svolgendo brevemente le funzioni di Capo di Stato maggiore della Marina). Nel 1912 fu promosso viceammiraglio e ricoprì le funzioni di Presidente del Consiglio superiore di marina (1917-1920) e Presidente della Lega navale italiana (1917-1923); prestò inoltre servizio nella guerra italo-turca e nella prima guerra mondiale.
A partire dal 1917 entrò a far parte del Senato del Regno in qualità di ufficiale generale della Marina e nel 1920 fu collocato in posizione ausiliaria. Con Regio decreto del 31 maggio 1921 è stato inoltre insignito del rango nobiliare.